# Гнила Рудка
Гнила́ Ру́дка — річка в Україні, в межах Тернопільського району Тернопільської області. Права притока Серету (басейн Дністра). 

## Опис
Довжина 18 км. Річкова долина спершу неглибока і широка, далі звужується, стає глибокою, V-подібною. Річище слабозвивисте. Споруджено кілька ставків. 

## Розташування
Гнила Рудка бере початок на північний захід від села Романівка. Тече на південний схід, у пониззі — на схід. Впадає до Серету на північ від села Буданів. 
Над річкою розташовані села: Романівка, Нова Могильниця і Стара Могильниця. 